# Liste der Intershops
Intershop war eine Einzelhandelskette in der DDR, deren Waren nur mit konvertierbaren Währungen, später auch mit Forumschecks, jedoch nicht mit Mark der DDR bezahlt werden konnten. In dieser Liste werden die bekannten Intershops der DDR aufgeführt.

## A
- Ahlbeck
  - Ostseehotel
- Altenburg
  - John-Schehr-Str. (heißt heute Moritzstraße)
  - Hauptbahnhof
- Angermünde
  - im Empfangsgebäude des Bahnhofs
- Anklam
  - Hirtenstraße
- Annaberg-Buchholz
  - Kleinrückerswalder Straße, um 1987 verlegt in die Große Kirchgasse.
- Apolda
  - Teichgasse/Bernhard-Prager-Gasse
  - Hotel zur Post
- Arnstadt
  - Bahnhof
- Artern/Unstrut
  - Nordhäuser Straße
- Aschersleben
  - Vorderbreite/Hinterbreite
- Auerbach/Vogtl.
  - neben Kino / Göltzschtalstraße

## B
- Bad Lobenstein
  - Markt
- Bad Doberan
- Bad Kleinen
- Bad Salzungen
  - Bahnhof
- Barth
  - Lange Str.
- Bautzen
  - Hotel Lubin
- Bergen auf Rügen
  - Baracke Ringstr./ Stralsunder Str.
- Berlin
  - Bahnhof Berlin Friedrichstraße, später im Interhotel Metropol (einschließlich Verkaufsausstellung von Personenkraftwagen und Motorrädern westlicher Fabrikate in einem der Parkhausdecks)
  - Bahnhof Berlin Friedrichstraße („Westseite“), an den S-Bahnsteigen der Stadtbahn, der Nord-Süd-Bahn, der U6 sowie in den Übergangstunneln der Bahnsteige.
  - Schiffbauerdamm, gegenüber Bahnhof Friedrichstraße (Elektronik/Heimcomputer wie Atari 800XE)
  - Alexanderplatz
  - Hotel „Berolina“, nahe Schillingstraße
  - „Palasthotel“ (an der Stelle steht heute das „DomAquaree“)
  - Friedrichstraße am Checkpoint Charlie
  - Interhotel "Metropol" in der Friedrichstraße, Eingang Dorotheenstraße
  - Friedrichstraße an der Weidendammer Brücke, ehemals Hotel Adria, EG Lebensmittel, Kosmetika, 1. OG Textilien, Schuhe
  - Baracken nahe Berlin Ostbahnhof
  - Anbau Bahnhof Berlin-Lichtenberg
  - Baracke am Grenzübergang Invalidenstraße
  - Baracke Invalidenstraße (Nähe Invaliden-/ Ecke Chausseestraße)
  - Baracke am Grenzübergang Heinrich-Heine-Straße
  - Baracke am Grenzübergang Rudower Chaussee
  - Baracke am Grenzübergang Sonnenallee
  - Bornholmer Straße Ecke Driesener Straße
  - Restaurant „Müggelsee-Terrassen Rübezahl“, früher lediglich Waldgaststätte Rübezahl.
  - Treptower Park/Sowjetisches Ehrenmal („Transitverkaufsstelle“ nur für Reisende aus dem nicht-sozialistischen Ausland; Verkauf nur gegen frei konvertierbare Währung, nicht gegen Forumschecks)[1]
  - Altglienicke spezielles Angebot von Musikalien/Instrumenten

- Bernburg
  - Roschwitzerstr.
- Binz
  - Kurhaus
- Bitterfeld
- Borna
  - Nähe IFA-Vertrieb
- Brandenburg an der Havel
  - Große Münzenstraße,
  - kleines Gebäude rechts vor dem Hauptbahnhof

## C
- Chemnitz
  - siehe: Karl-Marx-Stadt
- Cottbus
  - Hotel Lausitz
  - Neustädterstraße
  - Bahnhof
  - Lobedanstraße/Parzellenstraße
  - Leninallee (heute Gelsenkirchener Allee), Eröffnung zirka 1987
- Crimmitschau
  - Amselstraße

## D
- Dessau
  - Dimitroffplatz
- Dresden
  - Hauptbahnhof
  - Bahnhof Dresden-Neustadt
  - Hotel Bellevue
  - Hotel Astoria, Strehlener Platz
  - Zwinglistraße
  - Waldparkhotel
  - Motel, Zschertnitz
  - Hotel Dresdner Hof
  - Dr.-Külz-Ring

## E
- Eberswalde
  - Bahnhof
  - Schicklerstraße
- Eisenach
  - Bahnhof
  - am Nikolaitor (heute Sitz der KKH)
  - Thüringer Hof (Platz der DSF)
  - auf der Wartburg
  - in der Mühlhäuser Straße
- Eisenberg (Thüringen)
- Eisenhüttenstadt
  - Hotel Lunik
  - Saarlouiser Straße (ehem. Straße des Komsomol)
  - Erich-Weinert-Allee (Ecke Friedrich-Engels-Straße)
- Elsterwerda
  - Kirchstraße
- Erfurt
  - im Erfurter Hof, später im Grünen Gewölbe in der Schmidtstedter Straße
  - Interhotel Kosmos
  - Kurt-Schumacher-Straße, heute InterCity-Hotel
  - im Erfurter Hauptbahnhof
  - Ecke Trommsdorffstraße/Weißfrauengasse

## F
- Falkensee
  - nahe dem Bahnhof, Poststraße (Ecke Hansastraße)
- Finsterwalde
  - Markt
- Frankfurt (Oder)
  - Autobahn
  - Dresdner Straße
  - Ebertusstraße
  - Rückseite des HO-Hotels „Stadt Frankfurt (Oder)“
- Freiberg
  - Bahnhof
  - Bahnhofstraße
  - Petriplatz
  - Schönlebestraße
- Freienhufen
  - Autobahnraststätte
- Friedrichroda
  - Intershop Reinhardsbrunn
- Forst
  - Berliner Str. 39
- Fürstenwalde/Spree
  - Ehrenfried-Jopp-Str.

## G
- Gardelegen
  - am Salzwedler Tor
- Gera
  - neben dem Interhotel
  - Gera-Lusan
  - Intershopkaufhalle in der Clara-Zetkin-Straße
  - Südbahnhof
- Glauchau
  - Dr.-Külz-Str. (nahe Hotel „Lindenhof“)
- Görlitz
  - Bahnhofstraße gegenüber der Post im Bahnhofsgebäude
- Greiz
  - Hotel „Thüringer Hof“
- Grenzübergang Cheine-Bergen/Dumme
  - B 71 (ehemals F 71)
- Gotha
  - zunächst im alten Bahnhofshotel, dann Gartenstraße
- Greifswald
  - Karl-Liebknecht-Ring 1
  - Lange Straße 27 (ehemals Straße der Freundschaft)
  - Lange Straße 59/61 (ehemals Straße der Freundschaft 59, bis 1989 ein Gebäude)
  - Johann-Sebastian-Bach-Straße 30
- Grimmen
  - Am Markt, nur Nahrungs- und Genussmittel, keine Kleidung
- Güstrow
  - Enge Straße
- Gumtow
  - B5 Rastplatz Transitstrecke Berlin-Hamburg

## H
- Hagenow
  - in der Schweriner Straße (nach Neubau zunächst Standort der Arbeitsagentur Hagenow, jetzt Geschäftsstelle der Schweriner Volkszeitung)
- Halberstadt
  - im Gebäude des Hotels und Restaurants „Weißes Ross“ am Kollwitzplatz
  - im Bahnhofsgebäude
- Haldensleben
  - gegenüber dem Warenhaus Roland, später, nach einem Brand, zwei Filialen in der Nähe des Stendaler Tors
- Halle (Saale)
  - im Interhotel Halle am Thälmannplatz (jetzt Hotel maritim am Riebeckplatz)
  - im Hauptbahnhof (ursprünglich in der Bahnhofshalle, nach Umgestaltung am Bahnhofsvorplatz)
  - am Südstadtring (heute: Lidl)
  - Halle-Neustadt
- Henneberg
  - an der ehemaligen Grenzübergangsstelle Henneberg (Bezirk Suhl) – Eußenhausen (Bayern)
- Hennigsdorf
  - Raststätte an der A 111
- Hermsdorf
  - (Autobahnraststätte Hermsdorfer Kreuz)
- Heringsdorf
- Hohenstein-Ernstthal
  - Schulstraße (unterhalb heutigem Lessing-Gymnasium)

- Horst
  - Grenzübergang Transitstrecke Berlin-Hamburg
- Hildburghausen
  - Burghof
- Hoyerswerda
  - im Wohnkomplex 6 (Kosmonautenviertel), hauptsächlich Kleidung, Technik usw.
  - in der Nähe des Bahnhofs, nur Lebensmittel
  - im „Gästehaus“ – ein Hotel gegenüber dem Centrum-Warenhaus

## I
- Ilmenau
  - in der Lindenstraße im Hotel „Zum Löwen“
  - in der August-Bebel-Str. (gegenüber Mirzwa (alte Tankstelle))

## J
- Jena
  - Passage Holzmarkt-Grietgasse: Lebensmittel, Haushaltswaren, Technik
  - Passage Holzmarkt-Grietgasse (1. OG) ggb. der anderen Filiale: ausschließlich Bekleidung
  - Saalbahnhof
  - Westbahnhof
  - Hotel Schwarzer Bär

## K
- Karl-Marx-Stadt (heute: Chemnitz)
  - Interhotel Kongreß (heute Hotel Dorint)
  - Hotel Chemnitzer Hof, Theaterplatz
  - Interhotel Moskau
  - Karl-Liebknecht-Str., Ecke Heinrich-Zille-Str. (nur Non-Food)
  - Hauptbahnhof (im Untergeschoss)
- Köckern (Autobahnraststätte)
  - Klötze, Kirchstr. Ecke Oebisfelder Str.
- Köthen
  - im Bahnhofshotel
  - in der Magdeburger Straße
- Kühlungsborn
  - Dr.-Robert-Koch-Hotel
  - Straße des Friedens (bezeichnenderweise direkt neben einem Ferienheim des MdI)
- Kleinmachnow
  - Container innerhalb des Schleusengeländes

## L
- Leinefelde
  - im Gebäudekomplex ehemalige Stadthalle – heute „Obereichsfeldhalle“
- Leipzig
  - im Interhotel „Stadt Leipzig“ am Brühl
  - Hauptbahnhof
  - am Hotel Astoria (das Hotel ist seit 1997 geschlossen)
  - Messegelände in der damaligen Leninstraße (heute Prager Straße)
  - auf der Rückseite des Petershofes neben dem Thüringer Hof in der Burgstraße
  - im ehemaligen Hotel „Merkur“ in der Gerberstraße
  - Flughafen Leipzig/Halle „Ringeltaube“
- Lobenstein (Thüringen)
  - siehe Bad Lobenstein
- Lübbenau/Spreewald
  - Poststraße (damals Ernst-Thälmann-Straße)
  - Kahnfährhafen
- Luckau
  - Lindenstraße
- Ludwigsfelde
  - Schülerspeisegaststätte Potsdamer Straße
- Ludwigslust
  - Schweriner Straße
- Lutherstadt Eisleben
  - Sangerhäuser Straße, in der Nähe des Capitol-Kinos (heute Stadtterrassen)

- Lutherstadt Wittenberg
  - Collegienstraße, im Hof des Hotels „Wittenberger Hof“; mehrere Läden
- Luckenwalde
  - Dessauer Straße Ecke Brandenburger Strasse

## M
- Magdeburg
  - im Interhotel „INTERNATIONAL“
  - im Hotel „Ratswaage“ Julius-Bremer-Straße
  - Hauptbahnhof
  - heutige Goldschmiedebrücke – Höhe Kloster Unserer Lieben Frauen
  - am Schiffshebewerk Rothensee
- Meiningen
  - Bahnhof
  - im Hotel „Sächsischer Hof“
  - 700 m vor dem Grenzübergang Meiningen–Eußenhausen
- Meißen
  - Bahnhof
  - Dresdner Straße
  - Ernst-Thälmann-Straße
- Michendorf
  - Autobahnraststätte (Nord- und Südseite jeweils eine „Transitverkaufsstelle“ nur für Reisende aus dem nicht-sozialistischen Ausland; Verkauf nur gegen frei konvertierbare Währung, nicht gegen Forumschecks; auf der Südseite zusätzlich ein normaler Intershop ohne Selbstbedienung)
- Mittweida
  - Markt
  - Weberstraße
- Mühlhausen/Thüringen
  - Röblingstraße

## N
- Naumburg
  - Fischstraße
- Neubrandenburg
  - Am Hotel „Vier Tore“
  - an der damaligen F 96 – Eschenhof (Ortsausgang rechts in Richtung Stralsund)
- Neuhaus am Rennweg
  - Im „Cafe Oberland“
- Neuruppin
  - Karl-Marx-Straße
- Neustrelitz
  - Im „Haus der Werktätigen“
  - Bernhard-Göring-Straße
- Nordhausen

## O
- Oberhof
  - Im Interhotel „Panorama“ Oberhof
  - Im Hotel „Ernst-Thälmann-Haus“
- Oranienburg
  - neben der Staatsbank
- Osterburg
- Osterfeld (Autobahnraststätte)
- Oberwiesenthal
  - auf dem Fichtelberg (Erzgebirge)
  - an der Talstation der Fichtelberg-Schwebebahn
- Oschatz
- Oschersleben (Bode)
  - Bahnhof

## P
- Parchim
  - Straße des Friedens (jetzt Lange Straße)
- Pasewalk
  - Bahnhof
- Pirna
  - Markt, später Fr.-Engel-Str. (jetzt Neubau Gartenstraße 35)
- Plauen
  - Oberer Bahnhof
  - Bahnhofstraße
- Potsdam
  - Baracken am ehemaligen Hauptbahnhof (jetzt Bahnhof Pirschheide)
  - Interhotel (jetzt Hotel Mercure)
  - Schloss Cecilienhof (nur für Reisende aus dem nicht-sozialistischen Ausland; Verkauf nur gegen frei konvertierbare Währung, nicht gegen Forumschecks)
  - gegenüber dem Eingang zum Park Sanssouci am Obelisk, Schopenhauerstr. 22
  - Baracke neben Hotel „Am Jägertor“
- Pößneck
  - neben dem Hotel „Posthirsch“
- Prenzlau
  - Grabowstraße
  - Brüssower Str.
- Pritzwalk
  - Marktstraße

## Q
- Quedlinburg
  - Motel (Wipertistraße 9)
- Quitzow
  - Raststätte Transitstrecke Berlin-Hamburg

## R
- Rathenow
  - Schopenhauerstraße
- Reichenbach im Vogtland
  - Bahnhof
- Ribnitz-Damgarten
  - Karl-Marx-Straße (heute Lange Straße) / Bahnhofsstraße
- Riesa
  - HdS (Haus der Stahlwerker)
  - Pausitzer Straße
- Rodaborn (Autobahnraststätte, nur im Transit)
- Rostock
  - Bahnhofsvorplatz am Hauptbahnhof
  - Mühlen-/Ecke Grubenstraße
  - Am Strande (Duty-Free-Shop, nur für Seeleute)
  - Hotel Warnow
  - Hotel Neptun
  - Industriestraße (großer Shop nach Art eines Kaufhauses)
  - Warnemünde Parkstraße (rote Leichtbaubaracke)
  - Warnemünde Am Passagierkai (Duty-Free-Shop, nur für Seeleute)
  - Überseehafen (Duty-Free-Shop, nur für Seeleute)
- Rudolstadt
  - Nähe Bahnhof (Platz der Opfer des Faschismus, Raum im Hotel)

## S
- Saalfeld/Saale
  - Am Markt
  - Köditzgasse (Ecke Judengasse)
  - Bahnhof
- Salzwedel
  - Neuperver Str., Ecke Große St. Ilsenstraße
  - 500 m östlich GÜST Salzwedel/Bergen/D an der F 71, extra Leichtbaubaracke mit größerem Parkplatz
- Sangerhausen
  - Bahnhof
- Sassnitz
  - Bahnhofstr. (Duty-Free-Shop, nur für Seeleute)
  - Rügenhotel
- Schleiz
  - Hofer Straße (damals: Straße der Deutsch-Sowjetischen Freundschaft)
- Schönebeck (Elbe)
  - Bahnhofstraße
- Schönefeld
  - Flughafen Berlin-Schönefeld im Erdgeschoss
  - gegenüber vom Bahnhof Flughafen Berlin-Schönefeld
- Schwerin
  - Hauptbahnhof
  - Rogahner Straße/Obotritenring
- Sellin
  - Hotel Frieden
- Senftenberg
  - Nähe Vitaminquelle/Haus der Werktätigen (Ecke Rudolf-Breitscheid-Straße/Reyersbachstraße)
- Sondershausen
  - Lange Straße, Gaststätte „Zur Klause“, 1. Etage
- Sonneberg
  - Köppelsdorfer Straße
- Staaken
  - Grenzübergang Transitstrecke Berlin–Hamburg
- Stendal
  - Parkplatzbereich nördlich des Bahnhofs, Leichtbaugebäude
  - im Bahnhofshotel
- Stolberg (Harz)
  - im „Kanzler“
- Stollberg/Erzgeb.
  - Zwickauer Straße
- Stolpe (Mecklenburg)
  - Raststätte Transitstrecke Berlin-Hamburg
- Stolpe (Süd)
  - Grenzübergang Transitstrecke Berlin-Hamburg
- Stralsund
  - Breitscheidstraße
  - Hafeninsel (Duty-Free-Shop, nur für Seeleute)
  - Bahnhof Rügendamm
  - Hotel „Baltic“
- Suhl
  - Stadtmitte

## T
- Templin
  - HO Hotel
- Teterow
  - Bahnhof
- Theeßen
  - Raststätte für Transitbusse an der Autobahn
- Thiendorf
  - Autobahnraststätte
- Torgelow
  -  Lindenstraße (kleiner Shop)

## U
- Usadel
  - an der damaligen F 96, im Mitropa-Motelgelände

## W
- Walsleben
  - Raststätte Transitstrecke Berlin-Hamburg
- Waren (Müritz) (Mecklenburg-Vorpommern)
  - Am Neuen Markt
- Warnemünde (siehe auch unter Rostock)
  - Hotel Neptun
  - Am Passagierkai (Duty-Free-Shop, nur für Seeleute)
  - Parkstraße (Leichtbaubaracke)
- Weimar
  - Bahnhof
  - Interhotel Elephant
  - Windischenstr.
- Weißenfels
  - Bahnhof
- Weißwasser
  - Jahnstraße
  - Puschkinstraße (Textilien, Technik)
- Wernigerode
  - Hauptbahnhof (Wartehalle)
  - Breite Straße 78
  - Hotel Weißer Hirsch am Marktplatz
- Wilsdruff
  - Raststätte Wilsdruff
- Wismar
  - 3-mal: Am Spiegelberg (Textilien, Spielzeug & Elektroartikel, Genuss- & Reinigungsmittel)
- Wittenberg:
  - siehe Lutherstadt Wittenberg
- Wittenberge
  - Bahnstraße, nördlicher Teil
- Wittstock/Dosse
  - Poststraße
- Wolgast
  - ehemalige Gaststätte „Vier Jahreszeiten“ in der August-Dähn-Straße

## Z
- Zarrentin
  - Grenzübergang Transitstrecke Berlin–Hamburg
- Zeitz
  - Hotel „Zum Schwarzen Bären“, Friedensplatz 8 (heute wieder Altmarkt 8)
- Zeulenroda
  - Kirchstraße
- Zerbst/Anhalt
  - Am Markt, später Brüderstraße
- Ziesar
  - Autobahnraststätte („Transitverkaufsstelle“ nur für Reisende aus dem nicht-sozialistischen Ausland; Verkauf nur gegen frei konvertierbare Währung, nicht gegen Forumschecks)
- Zinnowitz
  - am Ende der Strandpromenade
- Zittau
  - Innere Weberstraße
- Zwickau
  - Bahnhofstraße
  - im Bahnhofsgebäude